# 12 Kompania Geograficzna
12 Kompania Geograficzna – zmotoryzowany pododdział służby geograficznej Polskich Sił Zbrojnych przeznaczony do wykonywania polowych prac pomiarowych (geodezyjnych), kartograficzno-fotograficznych, reprodukcyjnych oraz budowy stołów plastycznych.
Kompania sformowana została w I kwartale 1943 r. w Qizil Ribat w Iraku, w składzie Armii Polskiej na Wschodzie.
Jednostkę zorganizowano w oparciu o etat brytyjskiej kompanii geograficznej.
Sprzęt i wyposażenie pododdziału dostarczyli Brytyjczycy. Kadrę jednostki stanowili oficerowie Wojskowego Instytutu Geograficznego.

## Organizacja pododdziału
Początki 12 kompanii geograficznej datują się od okresu formowania Polskich Sił Zbrojnych w ZSRR. W końcu 1941 powstał przy sztabie PSZ w ZSRR samodzielny referat topograficzny. Kierował nim mjr dypl. Leonard Szymkiewicz.
W skład kompanii weszły: dwa oddziały pomiarowe, dwa oddziały reprodukcyjne, oddział kartograficzny i oddział gospodarczy. W 1944 r., we Włoszech dodatkowo zorganizowano oddział fotograficzny.
W skład każdego oddziału pomiarowego wchodziło 12 geodetów (6 oficerów i 6 podoficerów), 5 kierowców, kucharz, goniec i motocyklista – razem 20 żołnierzy. Oddział dysponował samochodem terenowym Willys Jeep, trzema półciężarowymi samochodami terenowymi Dodge i samochodem ciężarowym (5 t). Sprzęt geodezyjny każdego oddziału stanowiły: 4 teodolity 1", taśma precyzyjna 100 m, 5 sygnałów przenośnych i 3 arytmometry.
W każdym z dwóch oddziałów reprodukcyjnych pełniło służbę 20 żołnierzy, w tym jeden oficer, 5 kierowców oraz 14 podoficerów i szeregowców wykonujących funkcje drukarzy, litografów i rysowników-poligrafów. Każdy oddział posiadał offset do druku map w skali 1:25 000, 1:50 000 i 1:100 000 o wydajności około 1500 arkuszy jednokolorowych map na godzinę oraz „Helio”, czyli kopioramę z lampą łukową służącą do przenoszenia obrazu mapy na matrycę (blachę) do druku map. Oba urządzenia zamontowane były na samochodach ciężarowych Leyland.
W oddziale kartograficznym było 31 etatów wojskowych, w tym 3 oficerów, 5 kierowców oraz 23 podoficerów i szeregowców pełniących funkcje kreślarzy, kartografów i redaktorów.
Oddział fotograficzny dysponował samochodem ciężarowym, którym przewożono odczynniki chemiczne i  materiały światłoczułe oraz dwa pojazdy specjalne na podwoziach Leyland (na jednym zainstalowano kamerę fotoreprodukcyjną, a na drugim  ciemnię i laboratorium).

## Szkolenie
W maju 1944 r. kompania została dyslokowana do rejonu m. Kirkuk, w północnym Iraku. W czerwcu 1943 r. żołnierzy kompanii, w rejonie ich zakwaterowania, odwiedził gen. broni Władysław Sikorski. W lipcu 1943 r. kompania wraz z Szefostwem Służby Geograficznej i Składnicą Map nr 312 została włączona w skład 2 Korpusu Polskiego. We wrześniu 1943 r. kompania została skierowana do Palestyny, gdzie wzięła udział w manewrach brytyjskiej 9 Armii. W czasie manewrów oddziały pomiarowe kompanii wykonywały zadania przewidziane dla pułku pomiarów artyleryjskich. Na przełomie listopada i grudnia 1943 r. kompania została przegrupowana w rejon Al-Kassasin, w Egipcie, gdzie otrzymała nowe wyposażenie i uzbrojenie.
W okresie od sformowania do wyjazdu z Egiptu kompania cały czas prowadziła intensywne szkolenie, w trudnych warunkach klimatycznych. Żołnierze uczestniczyli w licznych kursach (kadra oddziałów pomiarowych zamiast do Kairu na kurs fotointerpretacji została skierowana do Palestyny na kurs oficerów łączności z lotnictwem). W dniu 4 lutego 1943 r. oddziały pomiarowe zostały zaokrętowane w m. Port Said skąd odpłynęły do Włoch. W dniu 8 lutego 1943 r. oddziały pomiarowe zostały wyokrętowane w porcie Tarent, a następnie zakwaterowane w obozie, w okolicy m. Santa Teresa. Przerzut całej kompanii do Włoch odbył się w ciągu dwóch miesięcy (luty – marzec) 1943 r.
w dniach 22–25 marca 1944 oddziały pomiarowe zostały przegrupowane z Santa Teresa do Filignano. W dniu 24 marca 1944 oddziały pomiarowe zostały podporządkowane dowódcy artylerii korpusu, gen. bryg. Romanowi Odzierzyńskiemu. Zadaniem oddziałów było sprawdzenie, czy wszystkie pułki artylerii korpusu pracują w jednym układzie współrzędnych prostokątnych, a następnie sprawdzenia azymutów dozorów i wyznaczenia współrzędnych celów dla artylerii. Dowódca oddziałów pomiarowych nawiązał współdziałanie z dowódcą angielskiej 49 kompanii geograficznej i dowódcą angielskiej 33 baterii topograficznej.

## Działania bojowe
2 kwietnia 1944 1 oddział pomiarowy został podporządkowany szefowi służby geograficznej brytyjskiej 8 Armii i przegrupowany do San Vittore de Luzio, gdzie kwaterował już oddział pomiarowy angielskiej 49 kompanii geograficznej pod dowództwem kpt. Bentleya. 1 oddział pomiarowy, podzielony na 4 grupy pomiarowe i grupę obliczeniową, przystąpił do założenia sieci triangulacyjnej na obszarze Monte Cassino – Monte Cairo. Prace poszczególnych grup oddziału obejmowały weryfikację katalogów współrzędnych punktów triangulacyjnych, zagęszczenie sieci triangulacyjnej i wyznaczenie, na potrzeby artylerii, celów po stronie nieprzyjaciela.
W tym samym czasie ppor. Zdzisław Brunne został oddelegowany do szefostwa służby geograficznej, do pracy przy wykonaniu stołu plastycznego Monte Cassino. Do dnia 26 kwietnia 1944 1 oddział pomiarów przejął cały odcinek odpowiedzialności korpusu od oddziału pomiarowego 49 kompanii geograficznej. W trakcie bitwy o Monte Cassino 1 oddział pomiarowy wykonywał pomiary na wysuniętych stanowiskach, pod ostrzałem artylerii niemieckiej i przekazywał współrzędne celów rozpoznanych na zdjęciach do dowództwa 2 Grupy Artylerii. 27 maja 1944 grupa pomiarowa pod dowództwem kpt. Bronisława Dzikiewicza w drodze na Monte Cairo wzięła do niewoli czterech żołnierzy niemieckich. Rzadko się doprawdy zdarza, aby pomiarowy oddział geodezyjny brał do niewoli żołnierzy nieprzyjacielskich. Jeńcy bardzo się nam przydali do niesienia krzyżaka i drąga.
Po zakończeniu bitwy ppor. Zdzisław Brunne i podchor. Bisiński wykonali szkice perspektywiczne rejonu Monte Cassino, które zostały wydrukowane przez 12 kompanię geograficzną i wydane w formie albumu pt. Szkice perspektywiczne terenu walk 2 Korpusu. Monte Cassino. W dniu 14 czerwca 1 oddział pomiarowy zakończył prace związane ze wznowieniem zniszczonych punktów sieci triangulacyjnej, unacześnieniem map rejonu Monte Cassino i wykonaniem szkiców perspektywicznych, po czym przegrupował się do San Georgio i przystąpił do unacześniania map terenów zajętych przez nieprzyjaciela na odległość 100-200 km za linią frontu, na podstawie zdjęć lotniczych. W dniu 16 czerwca 1944 r. 2 oddział pomiarowy wyjechał na front i wziął udział w bitwie o  Ankonę. W dniach 9–13 lipca 1944 r. 1 oddział pomiarowy wykonał stół plastyczny linii Gotów. W dniu 21 sierpnia 1944 r. oba oddziały pomiarowe połączyły się w Casa Bozzi i wzięły udział w walkach o przełamanie Linii Gotów. W dniu 5 września 1944 r. 2 Korpus został wycofany do odwodu 8 Armii. Wraz z nim z wycofano z frontu 2 oddział pomiarowy, natomiast 1 oddział pomiarowy do dnia 8 września 1944 r., rejonie Pesaro wykonywał prace na rzecz kanadyjskiego 1 Korpusu.
W okresie, w którym jednostki korpusu wypoczywały, w dolinie rzeki Chianti, oddziały pomiarowe unacześniały, na podstawie zdjęć lotniczych, mapy terenów sięgających na odległość 100 km za linię frontu. Oddział fotograficzny fotografował unacześnione mapy dla celów kartografii,  wykonywał  odbitki w kolorze niebieskim do wyrysowania czystorysów i fotografował czystorysy na  kliszach szklanych w celu wytworzenia  matryc do druku map. Oddział kartograficzny wykreślał czystorysy map unacześnionych przez oddziały pomiarowe na niebieskich drukach. Oddziały reprodukcyjne poza mapami topograficznymi wykonywały różnego rodzaju dokumenty bojowe, nadruki sytuacji wojsk własnych i nieprzyjaciela, plany, szkice i inne prace zlecone przez sztab korpusu, za pośrednictwem szefostwa służby geograficznej. Mapy do unacześniania pobierano z 312 Składnicy Map. W dniach 10-12 października 1944 r. 1 oddział pomiarowy przesunął się do Poppi. W okresie od 13 października 1944 r. do 12 stycznia 1945 r. 1 oddział pomiarowy, jako pierwszy pododdział służby geograficznej 8 armii założył na froncie, w trudnych warunkach atmosferycznych, sieć triangulacyjną. Była to sieć triangulacyjna odcinka apenińskiego. W grudniu 1944 r. nastąpiła zmiana na stanowisku dowódcy kompanii. Mjr Zieliński został przeniesiony do rezerwy, tzw. Grupy 2, a jego stanowisko zajął dotychczasowy zastępca, mjr Antoni Piesowicz. W styczniu 1945 r. 1 oddział pomiarowy odszedł na odpoczynek, a jego miejsce na froncie, w m. Brisighella zajął 2 oddział pomiarowy. Po dwutygodniowym odpoczynku 1 oddział pomiarowy przystąpił do unacześniania map terenów położonych nad granicą  szwajcarską. W dniu 23 kwietnia 1945 r., w rejonie Pastel Maggiore 2 oddział pomiarowy wykonał ostatnie prace polowe w czasie działań wojennych.
W maju 1945 r. cała kompania została przegrupowana do m. Udine, gdzie na polecenie dowództwa brytyjskiego w  Austrii, drukowała, na trzy zmiany, dniem i nocą, mapy terenów Jugosławii. W m. Udine kompania stacjonowała do lipca 1945 r., a następnie została skierowana do Perozzi niedaleko m. Macerata.
W Perozzi kadra kompanii między innymi prowadziła zajęcia ze słuchaczami  Oficerskiej Szkoły Topografów. We wrześniu 1945 r. oba oddziały pomiarowe przeniosły się do Rangoni, gdzie doskonaliły się w prowadzeniu prac pomiarowych. W Rangoni kpt. Bronisław Dzikiewicz przy pomocy por. inż. Ryszarda Pocztara i ppor. Zdzisława Brunne opracował regulamin pt. Instrukcja techniczna dla oddziałów pomiarowych kompanii geograficznej. Ponadto na bazie oddziałów pomiarowych, szef służby geograficznej zorganizował kurs kreślarek. W maju 1946 r. do oddziałów pomiarowych przydzielono absolwentów Oficerskiej Szkoły Topografów, dla których w rejonie San Georgio zorganizowano trzytygodniowy obóz szkolny. W czasie trwania obozu absolwentów przeszkolono w praktycznym prowadzeniu polowych prac pomiarowych.
We wrześniu 1946 r. kompania zdała cały sprzęt i uzbrojenie, została skierowana do Neapolu i zaokrętowana. Wyokrętowanie nastąpiło w Glasgow, po czym kompanię skierowano do Prescot, przedmieścia Liverpoolu. Tam też nastąpiło rozformowanie pododdziału.

## Obsada personalna kompanii
- dowódca kompanii – kpt. / mjr topograf Władysław Zieliński
- zastępca dowódcy kompanii – kpt. / mjr topograf Antoni Piesowicz
- tłumacz – ppor. Asterblum
- oficer gospodarczy – NN
- dowódca oddziałów pomiarowych i dowódca 1 oddziału pomiarowego – kpt. / mjr inż. Bronisław Dzikiewicz
- zastępca dowódcy oddziałów pomiarowych – dowódca 2 oddziału pomiarowego – kpt. Suchecki (we wrześniu 1943 r. przeniesiony do Szefostwa Służby Geograficznej)
- zastępca dowódcy oddziałów pomiarowych – dowódca 2 oddziału pomiarowego – por. / kpt. topograf Biesaga
- geodeta – zastępca dowódcy 2 oddziału pomiarowego – por. inż. Ryszard Pocztar
- dowódca grupy pomiarowej w 1 oddziale pomiarowym – por. Wiesław Kostycewicz
- dowódca grupy pomiarowej w 1 oddziale pomiarowym – ppor. Władysław Wasilewski
- dowódca grupy obliczeniowej w 1 oddziale pomiarowym – ppor. inż. Jerzy Less
- por. Zwierowicz
- pchor. Bisiński
- dowódca grupy pomiarowej w 1 oddziale pomiarowym – pchor. / ppor. Zdzisław Brunne
- dowódca grupy pomiarowej w 1 oddziale pomiarowym – pchor. / ppor. inż. Aleksander Kalbarczyk
- kartograf - kpr. Leon Lichmar-Lichmarów
- mierniczy 1 oddziału pomiarowego – plut. Hrynkiewicz
- mierniczy 1 oddziału pomiarowego – kpr. Wehrsztejn
- geodeta 1 oddziału pomiarowego – pchor. Kłoda
- szef 1 oddziału pomiarowego – st. sierż. / chor. Świderski
- mierniczy 1 oddziału pomiarowego – st. strz. Esmont
- kierowca 1 oddziału pomiarowego – kpr. Bajdan
- geodeta 2 oddziału pomiarowego – ppor. Jefimow
- geodeta 2 oddziału pomiarowego – ppor. Ociepko
- geodeta 2 oddziału pomiarowego – por. Jałbrzykowski
- dowódca oddziałów reprodukcyjnych – kpt. topograf Kazimierz Liber
- zastępca dowódcy oddziałów reprodukcyjnych – dowódca 2 oddziału reprodukcyjnego – por. Marian Osiepka
- dowódca oddziału kartograficznego – kpt. Marian Hełm-Pirgo
- dowódca oddziału fotograficznego – kpt. topograf Wiktor Nowakowski
- p.o. dowódcy oddziału fotograficznego – kpt. Suchecki
- podchorąży / ppor. Warejko
- szer. Tadeusz Czechowski (po wojnie aktor Teatru „Syrena” w Warszawie)
- Józef Leszczyński (znany warszawski drukarz)
- plutonowy Stefan Więckowski (znany warszawski drukarz)
- plutonowy Julian Jerzy Radzikowski

## Dziedzictwo tradycji
Na podstawie decyzji Nr 34/MON Ministra Obrony Narodowej z dnia 2 czerwca 1993 r., 6 Samodzielny Oddział Topogeodezyjny w  Toruniu przyjął z dniem 23 czerwca 1993 r. dziedzictwo tradycji 12 Kompanii Geograficznej, a dzień 23 czerwca został ustanowiony dorocznym świętem jednostki. Obecnie 6 sotg nosi nazwę – 6 Samodzielny Oddział Geograficzny.